# Catch Me If You Can (Musical)
Das Musical Catch Me If You Can wurde nach einem Try-Out in Seattle 2009 im April 2011 am Neil Simon Theatre uraufgeführt. Es beruht auf den Memoiren von Frank W. Abagnale und basiert ebenso auf dem 2002 erschienenen Film.
Die europäische Erstaufführung fand am 24. Oktober 2013 in den Wiener Kammerspielen in Österreich statt. Die Regie übernahm Werner Sobotka, die Choreografie stammt von Simon Eichenberger, die deutsche Übersetzung ist ebenfalls von Werner Sobotka.
Die Deutsche Erstaufführung fand am 30. Januar 2015 in der Staatsoperette Dresden statt. Regie führte Werner Sobotka, die musikalische Leitung hatte Peter Christian Feigel, Kostum- und Bühnenbild wurden aus Wien übernommen. Im Deutschen Theater München wurde diese Produktion am 2. September 2015 erstaufgeführt.

## Synopsis

### 1. Akt
In den 1960er Jahren wird Frank W. Abagnale Jr., ein junger Trickbetrüger, am Miami International Airport von FBI-Agent Carl Hanratty und seinem Team gestellt. Vor seiner Verhaftung bittet Frank Hanratty den Menschen am Flughafen erklären zu dürfen, wer er ist und was er gemacht hat und verspricht dem FBI-Agenten, dass er ihm ein vollkommenes Geständnis geben wird. Hanratty stimmt dem nur zu, da er erfahren will, wie Frank das Examen der Anwaltskammer in New Orleans bestehen konnte (Live und ganz in Farbe).
Frank lebt mit seinen Eltern, Frank Abagnale Sr. und Paula Abagnale in einem Haus in New Rochelle, New York. Seine Eltern lernten sich in Frankreich während des Zweiten Weltkrieges kennen. Paula tanzte während einer Show, bemerkte Frank Sr. unter den Soldaten und die beiden heirateten kurze Zeit später (Der Nadelstreif ist das was zählt). Aufgrund von finanziellen Schwierigkeiten, können sich Franks Eltern die Privatschule nicht mehr leisten und schicken ihn auf eine öffentliche Schule. Frank trägt allerdings auch hier die Jacke seiner Schuluniform, da er es ja so gewohnt ist und wird von den Schülern prompt für einen Austauschlehrer gehalten. Dies bringt ihn auf eine Idee und ein paar Tage später werden Frank Sr. und Paula von der Rektorin der Schule vorgeladen, die ihnen erklärt, dass Frank während der Abwesenheit des eigentlichen Französisch-Lehrers die Klasse unterrichtet, Hausaufgaben erteilt, zu einem Elternabend eingeladen sowie einen Ausflug in eine Pommes-frites-Fabrik geplant hat.
Eines Tages trifft Frank seine Mutter zu Hause tanzend mit einem Freund seines Vaters an. Paula bittet Frank; seinem Vater nichts davon zu sagen und steckt ihm ein wenig Geld zu. Allerdings findet Frank sich bald darauf im Gerichtssaal wieder, wo seine Eltern um das Sorgerecht für ihn streiten. Frank soll sich entscheiden, beschließt stattdessen aber lieber davon zu laufen (Eine andere Haut). Er lernt daraufhin schnell wie man Schecks fälscht, sie auf Banken im ganzen Land verteilt und so schnell zu Millionen Dollar kommt.
Als er an einem New Yorker Hotel vorbeikommt, begegnet Frank einigen attraktiven Stewardessen und entschließt sich kurzerhand Pilot zu werden. Nachdem er sich einen Pilotenausweis gefälscht hat, findet er eine Anstellung als Copilot bei Pan American Airways (Jet Set). Hanratty findet derweil unzählige gefälschte Schecks in seinem Büro in Washington, D.C. Er und seine Agenten Brandon, Cod und Dollar versuchen angestrengt, den Fälscher zu finden (Brich kein Gesetz).
Frank genießt seinen Job als Pilot und erinnert sich daran, was sein Vater ihm immer sagte: „Frauen lieben Männer in Uniform“, also „Die Uniform ist das, was zählt“. Aufgrund von Heimweh entscheidet er sich, seinen Vater Frank Sr. zu besuchen. Dabei findet Frank heraus, dass sein Vater den Laden schließen musste, um Geld zu sparen. Frank versucht seinem Vater zu helfen, indem er ihm anbietet, ihm alles zu zahlen. Frank Sr. lehnt dies jedoch ab, da er der Meinung ist, dass sein Sohn lieber seinen eigenen Erfolg genießen sollte, statt sich um ihn zu kümmern (Butter aus der Milch). Währenddessen wühlt Hanratty sich durch die Überbleibsel in eines von Franks Hotelzimmern (Der Mann da drin im Müll). So findet er heraus, dass Frank sich in Los Angeles aufhält und verfolgt ihn bis in sein dortiges Hotelzimmer. Frank kann ihn jedoch täuschen und entkommen, indem er vorgibt ein Agent vom Secret Service namens Clark Kent zu sein.
Zu Weihnachten feiert Frank mit ein paar Crew-Mitgliedern von Pan American Airways eine Weihnachtsfeier, allerdings fühlt er sich einsam und ruft Hanratty an, um mit jemandem reden zu können. Hanratty realisiert erst bei diesem Telefonat, dass es sich bei seinem gesuchten Trick-Betrüger noch um ein Kind handelt und Frank niemanden hat, bei dem er Weihnachten verbringen kann (Weihnachten ist mir die liebste Zeit).

### 2. Akt
Frank befindet sich wieder auf einer Party, diesmal auf jener einer Krankenhausbelegschaft. Als ihn einer der Ärzte nach seinem Job fragt, lügt Frank und sagt er wäre Kinderarzt am Death Valley Kinderkrankenhaus und nennt sich „Dr. Connors“. Aus Mitleid erhält Frank so einen Job als Oberarzt in der Notaufnahme am Atlanta General Hospital (Was der Arzt verordnet).
Hanratty sucht derweil immer noch nach Frank, durchforstet sämtliche Vermisstenanzeigen junger Teenager (Live und ganz in Farbe (Reprise II)). So stößt er auf Franks Mutter Paula und deren neuen Ehemann. Hanratty befragt Paula zu Franks Aufenthaltsort, erhält von ihr aber lediglich die Auskunft, dass er sich an Frank Sr. wenden solle (Lass von dir hören). Während er dann Franks Vater vernimmt, wird beiden Männern klar, dass sie beide schlechte Väter hatten und Hanratty versucht Frank Sr. dazu zu bringen, seinen Sohn wieder auf den rechten Weg zu führen (Kleiner Bub, sei ein Mann).
Währenddessen hat sich Frank in eine der Krankenschwestern, Brenda Strong, verliebt. Er erzählt ihr, dass er schon alle „Sieben Wunder“ der Welt gesehen hätte, aber nichts wäre mit ihr zu vergleichen (Sieben Wunder). Frank überredet Brenda wieder nach Hause zu gehen, da sie (wie er damals) auch von zu Hause fortgelaufen ist. Er möchte sich mit ihr verloben. Beim Essen mit Brendas Eltern lügt Frank dann abermals und behauptet, er wäre Anwalt, Arzt und Lutheraner, um Brendas Vater zu beeindrucken. Dieser glaubt ihm zunächst nicht, erlaubt dann aber die Verlobung, nachdem Frank beteuert hat, wie sehr er Brenda liebt. Nun kommt es zum gemeinsamen Familienabend vor dem Fernseher, nachdem Frank Brenda einen Antrag gemacht hat, den sie annahm. (Familienclan).
Während der Verlobungsfeier bekommt Frank mit, dass Hanratty ihn aufgespürt hat. Er beichtet Brenda die Wahrheit und nennt ihr seinen wahren Namen: Frank William Abagnale Jr. Er nimmt ihr das Versprechen ab, dass sie ihm folgen soll. Sie wollen sich am nächsten Morgen am Flughafen treffen, um dann gemeinsam zu fliehen und glücklich zu werden. Dafür überlässt er ihr einen ganzen Koffer voller Geld, mit welchem sie ein Taxi bezahlen soll. Frank flieht, kurz bevor Hanratty den Raum betritt und Brenda nach ihrem Verlobten fragt. Brenda jedoch weigert sich, zu antworten und schwört nur auf ihre Liebe zu Frank und dass sie ihn niemals verraten würde (Flieg, Flieg ins Glück).
Frank wird nun, wie zu Beginn des Stücks, am Flughafen gestellt. Während die Agenten die Passagiere aus der Halle begleiten, gibt Frank gegenüber Hanratty vor, fliehen zu wollen. Hanratty jedoch sieht es gelassen und sagt ihm, dass er nicht davon ausgehe, dass er fliehen würde, da Frank es ja schließlich leid sei, immer vor allem wegzulaufen. Dann informiert Hanratty Frank, dass sein Vater gestorben sei, als er angetrunken eine Treppe in der Grand Central Station heruntergefallen sei und sich so das Genick gebrochen habe. Als Frank nun realisiert, dass er niemanden mehr hat, da die Polizisten ihn ja erst durch Brendas Verfolgung zum Flughafen stellen konnten, ergibt er sich Hanratty (Goodbye). Frank wird zu fünfzehn Jahren Haft verurteilt, nach sieben Jahren jedoch schon wieder entlassen. Er arbeitet fortan für das FBI, um Scheckbetrügern das Handwerk zu legen. Zum Ende hin gestehen sich Hanratty wie auch Frank ein, dass ihre Partnerschaft doch irgendwie seltsam, aber warmherzig und offen ist und Frank löst noch ein Versprechen ein, indem er Hanratty verrät, dass er für die Anwaltsprüfung in New Orleans wirklich gelernt und nicht betrogen hat (Seltsam, aber wahr).

## Szenen- und Liederfolge

### 1. Akt
1. Live und ganz in Farbe („Live in Living Color“) – Frank Jr. & Ensemble
2. Der Nadelstreif ist das was zählt („The Pinstripes Are All That They See“) – Frank Sr., Frank Jr. & Ensemble
3. Eine andere Haut („Someone Else's Skin“) – Frank Jr. & Ensemble
4. Live und ganz in Farbe (Reprise) („Live in Living Color (Reprise)“) – Frank Jr.
5. Brich kein Gesetz („Don't Break the Rules“) – Hanratty & Ensemble
6. Der Nadelstreif ist das was zählt („The Pinstripes Are All That They See“) – Ensemble
7. Butter aus der Milch („Butter Outta Cream“) – Frank Sr. & Frank Jr.
8. Der Mann da drin im Müll („The Man Inside the Clues“) – Hanratty
9. Weihnachten ist mir die liebste Zeit („My Favorite Time of Year“) – Hanratty, Frank Jr., Frank Sr., and Paula

### 2. Akt
1. Was der Arzt verordnet („Doctor’s Orders“) – Ensemble
2. Live und ganz in Farbe (Reprise II) („Live in Living Color (Reprise II)“) – Frank Jr.
3. Lass von dir hören („Don't Be a Stranger“) – Paula & Frank Sr.
4. Kleiner Bub sei ein Mann („Little Boy Be a Man“) – Frank Sr. & Hanratty
5. Sieben Wunder („Seven Wonders“) – Frank Jr. & Brenda
6. Familienclan („(Our) Family Tree“) – Carol, Roger, Brenda, Frank Jr. & Ensemble
7. Flieg, Flieg ins Glück („Fly, Fly Away“) – Brenda
8. Goodbye („Goodbye“) – Frank Jr.
9. Seltsam aber wahr („Strange But True“) – Frank Jr. & Hanratty

## Besetzung
Besetzung der europäischen Erstaufführung am 24. Oktober 2013 in den Wiener Kammerspielen:
- Frank W. Abagnale Jr. gespielt von Rasmus Borkowski
- Carl Hanratty gespielt von Martin Berger
- Frank Abagnale Sr. gespielt von Axel Herrig
- Paula Abagnale gespielt von Karin Seyfried
- Brenda Strong gespielt von Lisa Habermann
- Roger Strong u. a. gespielt von Dean Welterlen
- Carol Strong u. a.  gespielt von Ariane Swoboda
- Ensemble: Sarah Bowden, Daniela Harbauer, Dominik Hofbauer, Emma Hunter, Tim David Hüning, Maren Kern, Miriam Mayr, Christian Petru, Andreas Wanasek, Salka Weber u. a.

Besetzung der deutschen Erstaufführung  am 30. Januar 2015 in der Staatsoperette Dresden:
- Frank W. Abagnale Jr. gespielt von Jannik Harneit
- Carl Hanratty gespielt von Nikolas Gerdell
- Frank Abagnale Sr. gespielt von Christian Grygas
- Paula Abagnale gespielt von Elisabeth Markstein
- Brenda Strong gespielt von Olivia Delauré
- Roger Strong  u. a. gespielt von Bryan Rothfuss
- Carol Strong  u. a. gespielt von Cornelia Drese
- Ensemble: Lisandra Bardél, Christopher Busse, Olivia Delauré, Fabiana Denicolo, Dörte Niedermeier, Christian Petru, Patrick Stauf, Gerd Wiemer, Thomas Zigon u. a.